# 利洋中心
利洋中心 Cobalt Centre（拆卸前名稱），長沙灣道924-926號，（入伙時為捷成大廈），是於1986年落成，2008年被利豐集團購入更名為千禧大廈。2018年利豐與南洋針織廠合資，於2018年4月1日更名為利洋中心。2020年3月該廈獲第一集團出價8億元洽購。第一集團打算重建為14.4萬平方呎樓面的新商廈。2020年6月此大廈被封閉。
2025年1月起寶源亞洲中心落成。
參考文獻